# الكنيسة الإنجيلية المشيخية الوطنية في اللاذقية
الكنيسة الإنجيلية المشيخية الوطنية في اللاذقيّة هي إحدى الكنائس المسيحية الإنجيلية
في سوريا، تقع في مدينة اللاذقية، وتتبع السينودس الإنجيلي الوطني في سورية ولبنان.

## تاريخ الكنيسة

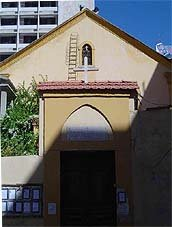
صورة من خارج الكنيسة

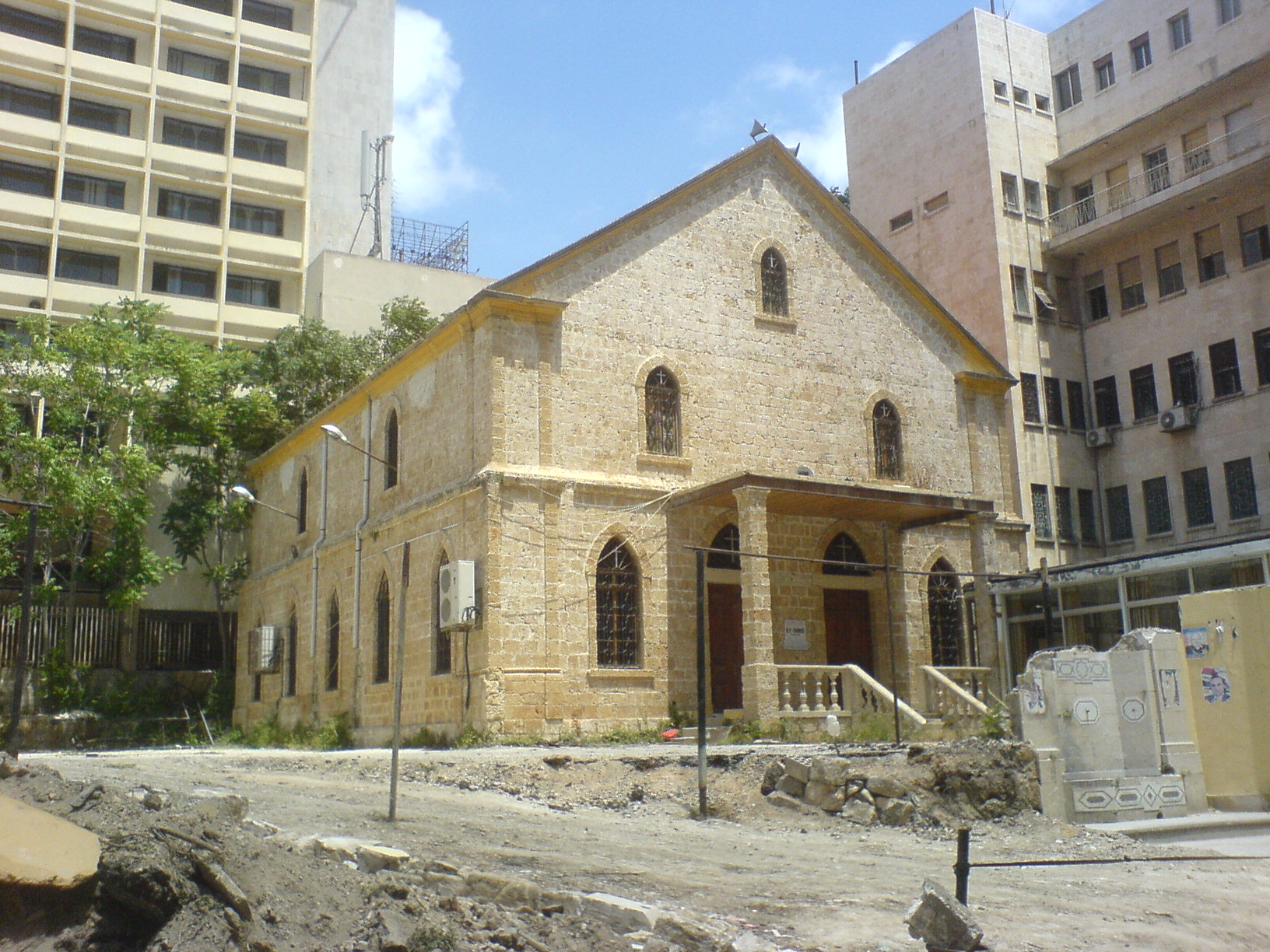
الكنيسة الانجيلية المشيخية في اللاذقية

### البداية
في منتصف القرن التاسع عشر، وتحديداً في عام 1856م حضر عدد كبير من المرسلين الغربيين إلى منطقة الشرق الأوسط، التي كانت ترزح آنذاك تحت نير الحكم العثماني. وبدأت خدمتهم الروحية في عدد كبير من المدن والقرى في المنطقة وأنشأوا فيها مدارس إلى جوار العمل الروحي. وكان معلمو هذه المدارس من نفس القرى. ومن ضمن الأماكن التي خدموا فيها روحياً وتعليمياً كانت مدينة اللاذقية والقرى المحيطة بها حيث بدأوا أولاً بقرية (بحمرة) ثم في قرى (الجنديرية والغنيمية والغسانية). وكانت أول خدمة لهم باللغة العربية عام 1859م في منزل مُستأجَر. وفي عام 1860م افتتحوا أول مدرسة لتعليم الصبيان للمرحلتين الابتدائية والإعدادية، وروضة أطفال. وكان عدد الطلاب في نهاية ذلك العام 60 طالباً.
أما افتتاح مدرسة البنات فقد تأخَّر حتى عام 1866م إذ أنهم احتاجوا إلى وقتٍ كافٍ لإقناع الأهالي بتعليم البنات. وفي ذلك العام كان عدد التلميذات 40 طالبة. وبُنيت الكنيسة الإنجيلية في اللاذقية عام 1876م. وكانت في البداية عبارة عن صالة كبيرة تتصل بمدرسة البنات وفي عام 1877م كان عدد أعضائها 27 عضواً. وفي وقتٍ لاحق من ذلك العام تم تشييد مستشفى عبارة عن غرفتَيْن للعيادات، وغرفتين لاستقبال المرضى تحويان عشرة أسِرَّة. وكان العلاج للمرضى الفقراء مجاناً. وأول فريق طبي لهذه المستشفى كان أمريكياً برئاسة الدكتور (بالف). وهذا المستشفى هو الآن (مشفى الأسد الجامعي) والذي أُقيم مكان مدرسة البنات. أما مدرسة الصبيان فهي الواقعة الآن في ساحة الأوقاف (مدرسة ابن سينا). وهكذا بدأت الكنيسة رسالة اجتماعية وعلمية وصحية إلى جوار خدمتها الروحية الأساسية. والكثيرون من الذين تخرَّجوا من هذه المدارس يذكرون حتى اليوم فضلها في تعليمهم وتأثُّرهم بها، والذكريات الطيبة التي بقيت معهم رغم طول الزمان.

### القسوس العرب
تعاقب القساوسة الأجانب المرسلون في خدمة الكنيسة حتى عام 1921م. وفي20/3/1920 رُسِم أول قسيس عربي للكنيسة، وهو (القس خليل عوض) من قرية اللدينة، حفيد السيد عيسى حوراني أحد أوائل الإنجيليين في سوريا. وقد خدم الكنيسة قرابة نصف قرن من الزمان. وفي عام 1923م وُجدت الحاجة لبناء كنيسة، فتم اختيار الموقع القريب من مدرسة البنات، لأنه مكان متوسط بين ساحة المدينة وبين البحر، آخذين بعين الاعتبار أن يتسِع المكان لثلاثمائة شخص متعبِّد تقريباً. ووُضعت فيها المقاعد المريحة. وانتهى العمل في 26/6/1925 حيث تمَّ تدشينها بخدمة العشاء الرباني. وسُمِّيت ((الكنيسة الإنجيلية المشيخية المُصلحة)). وكانت كنيسة مُستقلة تماماً عن أية كنيسة إنجيلية أخرى أو أية أبرشية أو سينودس. وفي عام 1923م بُدئ العمل في بناء كنيسة في قرية الغسانية. ولما انتهى العمل فيها أُرسِل لخدمتها القس إبراهيم بسنا. أما كنيسة الغنيمية ومدرستها فقد أُرسِل إليها الواعظ يوسف بسنا. وأُلحقتا بكنيسة اللاذقية. أما كنيسة بحمرة فقد أُغلِقت تماماً. وفي شهر آب / أغسطس من عام 1957م رحلت آخِر عائلة من المرسلين من اللاذقية، وأصبحت الكنيسة مع المدرستَيْن وطنية، حيث كان راعيها وأساتذتها من المواطنين المحليين، وأُضيفت كلمة (وطنية) إلى اسم الكنيسة.

### الانتساب إلى السينودس
وفي عام1961 م انتسبت الكنيسة إلى السينودس الإنجيلي الوطني في سوريا ولبنان، الذي يضمّ الكنائس الإنجيلية المشيخية في سوريا ولبنان، ومنذ ذلك الوقت والكنيسة عضو ناشط وفعَّال ومتميِّز في السينودس. وبعد انتقال القس خليل عوض إلى المجد تعاقب على الكنيسة الرعاة : القس إبراهيم مهني من مصر الشقيقة 21/3/1973 م حتى نهاية عام 1984 م. ثم القس عزيز باسوس في 15/7/1985م. ثم القس منير حنه في 1/12/1990 م. ثم القس أمير اسحق من مصر الشقيقة أيضاً من 20/9/1996م. حتى 31/5/2005 ومنذ أن بدأت الكنيسة خدمتها الروحية والاجتماعية، وعلى مدى أكثر من قرنٍ من الزمان تقريباً، وهي تنموا وتزدهر يوماً فيوماً بفضل نعمة الرب وغيرة أبنائها، حتى أصبحت اليوم أكبر الكنائس الإنجيلية في السينودس الإنجيلي الوطني في سوريا ولبنان، حيث يقارب عدد أعضاء الكنيسة الألف عضو.

### النمو في الخدمة

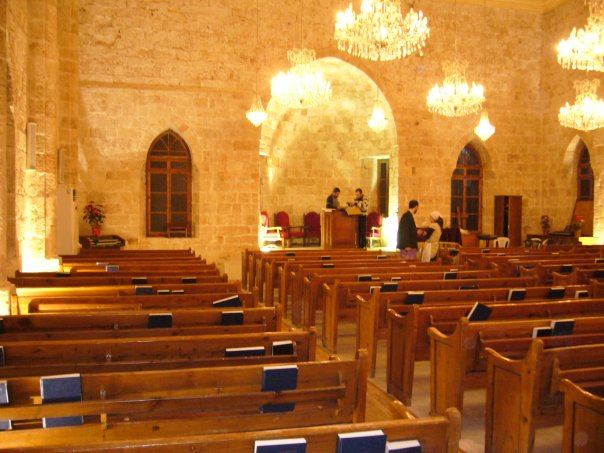
صورة من داخل الكنيسة.

منارة وبركة وشهادة للمسيح أمام المجتمع. تعتمد الكنيسة النظام المشيخي كنظامٍ علَّم به العهد الجديد، وهو الوارد في كتاب خاص تحت عنوان (القانون الأساسي للسينودس الإنجيلي الوطني في سوريا ولبنان) الذي أقرَّه السينودس في 24/7/1961م. ويقضي هذا النظام بأن تُدار الكنيسة من خلال مجلس يساعد الراعي، يؤلَّف هذا المجلس من عدد من أعضاء الكنيسة يُنتخَبون بطريقة ديمقراطية، وتتمّ رسامتهم شيوخاً بحسب نظام العهد الجديد، يكون عددهم متناسباً مع عدد أعضاء الكنيسة. وأول شيخين انتُخِبا ورُسما في الكنيسة هما: حنا جرجي مدني والياس عوض خولي حيث تمَّ انتخابهما في 3/2/1922 وتمت رسامتهما شيوخاً في 27/2/1922م. ثم على الترتيب الشيوخ: ((سليم عوض 1959 / فؤاد طعمه 1959/ فرح العفني 1959/ وديع خاشو 1959/ إبراهيم عوض 1966/ جرجي بوغوص 1966/ كمال عكاري 1966/ دانيال نعمان 1966/ يوسف بسنا 1966/ عزيز داغر 1970/ وديع نصير 1970/ صديق فياض 1970/ إبراهيم خاشو 1970/ توفيق عوض 1970/ جورج عوض 1974/ جورج حنا خاشو 1974/ يوسف خاشو 1989/ جورج عبد الله خاشو 1989/ رفيق عوض 1989/ سهيل عوض 1989/ ناظم عوض 1989/ اسكندر نصار 1989أديب نعمان 1989/ جورج جبور 1991/ منير بسنا 1993/ فريد نصار 1993/ عبد الله سركو 1993/ عاطف عوض 1996/ مرسيل صالح 1996/ بطرس عبد الله 1998/ إميل عوض 1998/ رفيق خاشو 1998/ حكمت بغدود 1998))

## لمحات عن أنشطة الكنيسة

### الأنشطة الروحية
تعقد الكنيسة اجتماعها التعبدي الأساسي صباح ومساء كل يوم أحد من كل أسبوع. بالإضافة إلى سبعة اجتماعات أخرى تخصصية: للأطفال، وشباب إعدادي، وشباب ثانوي، وشباب جامعة، والسيدات العام، وتدريب الخدَّام.
يقوم خدام الكنيسة بتنظيم رياضات روحية صيفية وشتوية لاجتماعاتها المختلفة. في مساء يوم الخميس من كل أسبوع يقدم الراعي دراسة في الكتاب المقدس.

### الأنشطة الإدارية
عمدة الكنيسة تتألف من عشرة شيوخ تنتخبهم الكنيسة كل أربعة سنوات يقومون برعاية أمور الكنيسة الإدارية. وينوب خمسة منهم عن الكنيسة في اجتماعات الهيئة العامة للسينودس الإنجيلي الوطني في سوريا ولبنان، الذي ينعقد كل عامين.

### الأنشطة الثقافية
تصدر مجلة بعنوان (كنيستي) كل شهرين تحوي الأخبار الإدارية والروحية للكنيسة، ومقالات علمية وثقافية ورياضية. وبرامج كافة اجتماعات الكنيسة عن شهرين مقدَّماً. ولدى الكنيسة أيضاً مكتبة تحوي العديد من الكتب الدينية والثقافية العامة والاجتماعية. ومكتبة صوتية لأحدث ألبومات الترانيم والأفلام المسيحية على أشرطة فيديو وكاسيت وسيديات.

### الأنشطة الرياضية
لدى الكنيسة ملعب بمساحة مناسبة تستخدمه في خدمة نشاطات أبناء الكنيسة الرياضية لألعاب كرة القدم والسلة. وتقيم بين الحين والأخر مسابقات في هذه الألعاب لجميع أبناء الكنائس في المدينة